# Claude Valdois
Claude Valdois (né le 17 février 1935 à Melun et mort le 5 février 2016 à Mazé,) est un coureur cycliste français, actif dans les années 1950 et 1960.

## Biographie
Claude Valdois évolue au niveau professionnel entre 1960 et 1965 au sein de l'équipe Peugeot. Bon rouleur, il a remporté une étape du Tour du Levant en 1963. Il s'est également classé troisième du Grand Prix des Nations à deux reprises. Malgré ses performances, il n'a jamais participé au Tour de France.
Après sa carrière cycliste, il devient président du Mazé Anjou Club Rando. 

## Palmarès
- 1956
  - 2e de Romsée-Stavelot-Romsée
  - 3e de la Flèche du Sud
  - 3e de Boncourt-Binningen
- 1958
  - Paris-Rouen
  - 3e de Paris-Auxerre
- 1959
  - 3e de Paris-Forges-les-Eaux
  - 3e de Paris-Briare
- 1960
  - Circuit du Mont-Blanc
  - 3e du Trophée Baracchi (avec Camille Le Menn)
  - 3e du Grand Prix des Nations
- 1961
  - 2e du Grand Prix de Cannes
- 1962
  - 2e du Grand Prix du Parisien
  - 3e du Grand Prix des Nations
- 1963
  - 7e étape du Tour du Levant
  - Tour de l'Hérault
  - Grand Prix du Parisien (contre-la-montre par équipes)
  - 2e du Grand Prix d'Antibes
  - 5e du Grand Prix des Nations
- 1964
  - 3e du championnat de France de poursuite
  - 3e du Grand Prix des Nations